# Irwindale Event Center
O Irwindale Event Center, também chamado de Irwindale Speedway é um complexo automobilístico localizado em Irwindale, no estado da Califórnia, nos Estados Unidos, é composto por um oval com 0,8 km (0,5 milhas) e uma pista de dragster.
Foi inaugurado em 1999, atualmente recebe corridas da Fórmula D e categorias menores da NASCAR como a NASCAR Pro Series West.